# Straßenlauf-Länderkampf der Männer 1988 Frankreich – BR Deutschland – Niederlande – Schweiz
| 16. Leichtathletik-Länderkampf mit bundesdeutscher Beteiligung 1988                  | 16. Leichtathletik-Länderkampf mit bundesdeutscher Beteiligung 1988 |
| ------------------------------------------------------------------------------------ | ------------------------------------------------------------------- |
|                                                                                      |                                                                     |
| Straßenlauf-Vergleich der Männer Frankreich – BR Deutschland – Niederlande – Schweiz |                                                                     |
| Austragungsort                                                                       | Hagenau                                                             |
| Wettbewerbe                                                                          | 1                                                                   |
| Datum                                                                                | 20. August                                                          |
| 1. NLD 2. FRA 3. FRG 4. SUI                                                          | 5:02:29 h 5:04:43 h 5:09:53 h 5:12:02 h                             |
| Chronik                                                                              |                                                                     |
| ← POL-FRG-FRA-CAN Jahrg. 001965 u. jünger (F)                                        | FRA-FRG-NLD-SUI00 Str'lauf (F) →                                    |

Als sechzehnter Vergleich des Länderkampfjahres 1988 wurde am 20. August die traditionelle Begegnung der bundesdeutschen Straßenläufer mit den Niederlanden, Frankreich und der Schweiz im elsäischen Hagenau (französische Schreibweise: „Haguenau“) ausgetragen. Begonnen hatte diese Vergleichsserie mit den drei Ländern Schweiz, Bundesrepublik Deutschland und Niederlande. Zwischenzeitlich war sie erweitert worden durch die Teilnahme weiterer Nationen, die dann wieder wegfielen. 1982 kam als Teilnehmer noch Frankreich hinzu. Insgesamt dreizehn bundesdeutsche Siege hatte es gegeben. Vier Mal hatte sich die Schweiz durchgesetzt, einen Erfolg hatten die Niederländer zu verzeichnen. Vier Mal hatten sich die dann nicht mehr beteiligten Italiener durchgesetzt. Die letzten drei Begegnungen hatte Frankreich für sich entschieden.
Auch die Frauen veranstalten am selben Tag und selben Ort einen Straßenlauf-Länderkampf.

## Modus
Auf dem Programm stand ein Rennen über 25 Kilometer. Jede Nation stellte maximal sechs Läufer, von denen die vier Besten über die Addition ihrer Zeiten gewertet wurden.

## Ergebnis
In der Einzelwertung erzielten die niederländischen Vertreter einen Doppelerfolg. Zwei Franzosen belegten dahinter die Ränge drei und fünf. Zwischen ihnen platzierte sich der beste bundesdeutsche Läufer als Vierter. In der Gesamtwertung kamen die Niederländer zu ihrem zweiten Sieg in dieser Serie. In 5:02:29 h lagen sie etwas mehr als zwei Minuten vor Frankreich. In 5:09:53 h wurde die Bundesrepublik wie im Vorjahr Dritter. Die Schweiz kam in 5:12:02 h auf den vierten Platz.

## Resultat

### 25-km-Straßenlauf
| Platz | Athlet             | Land | Zeit (h) |
| ----- | ------------------ | ---- | -------- |
| 01    | Marti ten Kate     | NLD  | 1:14:48  |
| 02    | Gerard Nijboer     | NLD  | 1:15:11  |
| 03    | Alex Gonzales      | FRA  | 1:15:34  |
| 04    | Udo Reeh           | FRG  | 1:15:35  |
| 05    | Hamid Zouhair      | FRA  | 1:15:51  |
| 06    | Jacob Marti        | SUI  | 1:15:56  |
| 07    | John Vermeulen     | NLD  | 1:16:01  |
| 08    | Jan van Rythoven   | NLD  | 1:16:29  |
| 09    | Jacques Padel      | FRA  | 1:16:33  |
| 10    | Bertrand Itsweire  | FRA  | 1:16:45  |
| 11    | Jos Sasse          | NLD  | 1:16:52  |
| 12    | Adri Hartveld      | NLD  | 1:17:06  |
| 13    | Hassan Sebtaoui    | FRA  | 1:17:23  |
| 14    | Eberhard Weyel     | FRG  | 1:17:26  |
| 15    | Peter Gschwend     | SUI  | 1:17:42  |
| 16    | Alfred Knickenberg | FRG  | 1:18:07  |
| 17    | Bruno Placzek      | FRA  | 1:18:43  |
| 18    | Thomas Ertl        | FRG  | 1:18:45  |
| 19    | Volker Krajenski   | FRG  | 1:18:53  |
| 20    | Willy Brechbuhl    | SUI  | 1:18:58  |
| 21    | Luca Foglia        | SUI  | 1:19:26  |
| 22    | Oliver Buholzer    | SUI  | 1:20:29  |
| 23    | Richard Umberg     | SUI  | 1:20:46  |
| 24    | Rainer Mühlberg    | FRG  | 1:21:30  |